# Pasaporte argelino
El pasaporte argelino es un documento de viaje internacional emitido a los ciudadanos de Argelia, el cual también puede servir como prueba de la ciudadanía argelina. Además de permitir al portador realizar viajes internacionales y servir como indicación de la ciudadanía argelina, el pasaporte facilita el proceso de obtención de asistencia de los funcionarios consulares argelinos en el extranjero.
El pasaporte cuesta 6.000 DZD y tiene una validez de 10 años.

## Pasaporte biométrico
Los pasaportes biométricos comenzaron a emitirse el 5 de enero de 2012.

### Apariencia física
La página de datos del pasaporte está hecha de plástico rígido de policarbonato. Contiene un microchip integrado en el que se almacenan datos biométricos del titular, incluidas las huellas dactilares, fotografía y firma. Los datos se extraen del chip con tecnología RFID inalámbrica.
La foto de la página se puede escanear, la cual es reactiva a los rayos UV. Tiene un código alfanumérico en la parte inferior de la página de datos que es legible por máquina con escáneres ópticos. El código incluye microimpresión, imágenes holográficas, imágenes visibles sólo con luz ultravioleta, filigranas y otros detalles.
Los datos están escritos en árabe, inglés y francés.

## Requisitos de visado
Los ciudadanos argelinos tienen acceso sin visado o con visado a la llegada a 50 países y territorios, lo que lo ubica en el puesto 91 del mundo según el Índice de Pasaportes Henley del primer trimestre de 2022.